# Herluf Trolle

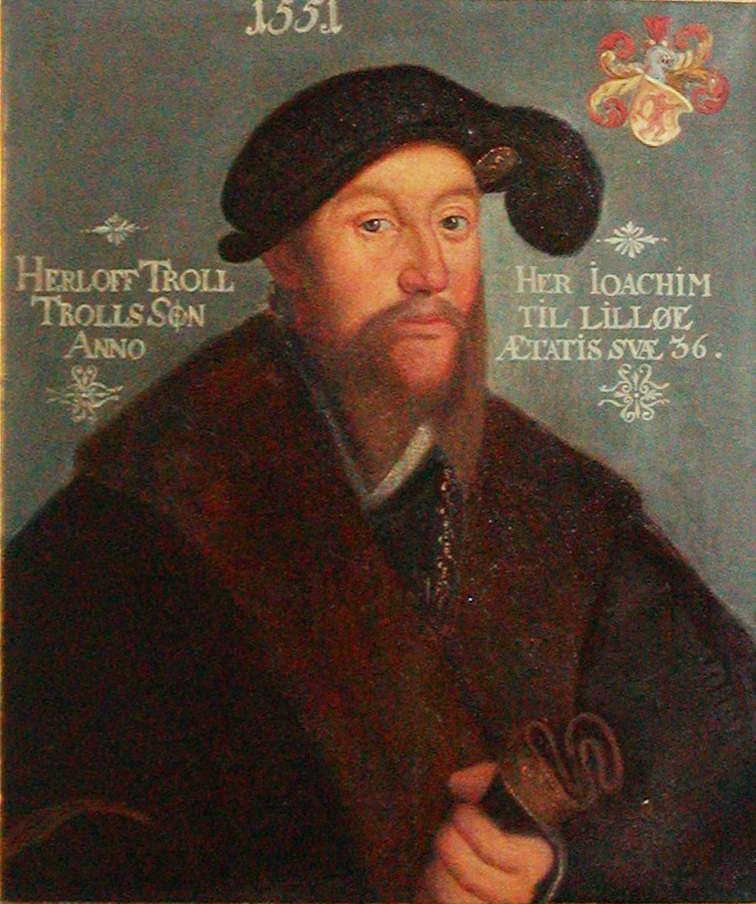
Herluf Trolle (1551)

Herluf Trolle (14 de enero de 1516 - 25 de junio de 1565) fue un héroe naval danés, almirante de la flota y cofundador de la Escuela Herlufsholm (Herlufsholm Skole og Gods), un internado privado en Næstved en la isla de Selandia en Dinamarca.

## Primeros años
Herluf Trolle nació en Lillø, en la parroquia de Norra Åsum, en Escania. Pertenecía a la noble estirpe de los Trolle, de origen sueco. Era hijo de Kirsten Herlufsdatter Skave y de sir Joachim Arvidsen Trolle, señor de Lillö, y nieto del justicia Arvid Trolle (c. 1440-1505), señor de Bergkvara, y de su segunda esposa, Beate Iversdatter (c. 1440-1487), heredera de Lillö e hija del señor Iver Axelsen til Thott, feudo de la isla de Gulland.
A los diecinueve años, Trolle ingresó en la Metropolitanskolen (Vor Frue Skole) de Copenhague y posteriormente completó sus estudios en la Universidad de Wittenberg entre 1536 y 1537. Aquí adoptó los puntos de vista del reformador luterano alemán Philipp Melanchthon (1497-1560), con quien mantuvo una estrecha correspondencia durante varios años.
Su matrimonio con Birgitte Gøye (1511-1574), hija del gran tesorero Mogens Gøye (hacia 1470-1544), le reportó una rica herencia, y en 1557 fue nombrado miembro del Alto Consejo de Dinamarca. Tanto el rey Christian III como el rey Frederik II tenían muy buena opinión de la honradez y capacidad de Trolle, y le emplearon en diversas misiones diplomáticas. Los vivaces modales de Herluf Trolle le hicieron popular en todas partes, pero no con el sobrino de su esposa, Peder Oxe (1520-1575), el posteriormente distinguido ministro de Finanzas. Fue a Trolle a quien Federico II nombró para investigar los cargos de malversación presentados contra Oxe.
Hombre de cultura, tradujo al danés el Salmo 31 de David. También promovió la literatura y el aprendizaje educando a estudiantes pobres, tanto en su país como en el extranjero, y dotando de latín a las escuelas, además de fomentar la investigación histórica.

## Carrera militar
En 1559, Trolle fue nombrado almirante e inspector de la flota, tarea que ocupó todo su tiempo y energías. En 1563, sustituyó a Peder Skram, ya anciano, como almirante en jefe en la Guerra de los Siete Años del Norte. El 20 de mayo zarpó con veintiún navíos de línea y cinco buques menores, y tras unirse a una escuadra de Lübeck de seis navíos de línea, se encontró frente a la isla de Öland con una flota sueca superior de treinta y ocho navíos al mando del almirante sueco de origen noruego Jakob Bagge (1502-1577). Apoyado por otros dos barcos daneses, Trolle atacó al buque insignia sueco Mars (también conocido como Makalös o Jutehataren), que era en aquel momento el mayor buque de guerra en aguas septentrionales, pero fue rechazado al caer la noche. La lucha se reanudó a las seis de la mañana del día siguiente, cuando el Makalös fue atacado de nuevo y obligado a rendirse, pero voló por los aires inmediatamente después, pereciendo con él no menos de trescientos marineros de Lübeck y daneses. El almirante sueco fue capturado y el resto de la flota sueca se refugió en Estocolmo.
A pesar del daño causado a su propia flota y al buque insignia Fortuna por esta gran victoria, el 14 de agosto Trolle libró otra acción, aunque indecisa, con una segunda flota sueca al mando del noble y almirante naval sueco de origen finlandés Klas Horn (1517-1566), señor de Joensuu, su pariente lejano, y se mantuvo en el mar hasta el 13 de octubre. Trolle pasó parte del invierno en su castillo de Herlufsholm, donde completó su largamente acariciado plan de establecer una escuela para todas las clases, y otra parte en Copenhague, equipando una nueva flota para la campaña siguiente. El 1 de junio de 1565 zarpó con veintiocho navíos de línea, que fueron reforzados frente a Fehmarn por cinco navíos de Lübeck. Horn se había hecho a la mar antes con una flota superior y los dos almirantes se encontraron frente a Fehmarn el 4 de junio. La lucha fue dura, pero indecisa, y ambos comandantes se separaron finalmente para reparar sus barcos. Trolle había resultado gravemente herido en el muslo y el hombro, pero no dejó que el cirujano del barco se ocupara de sus heridas hasta que todos los demás hubieron sido atendidos. Este acto de altruismo tan característico fue su perdición, ya que murió en Copenhague el 25 de junio, diecisiete días después de ser desembarcado.

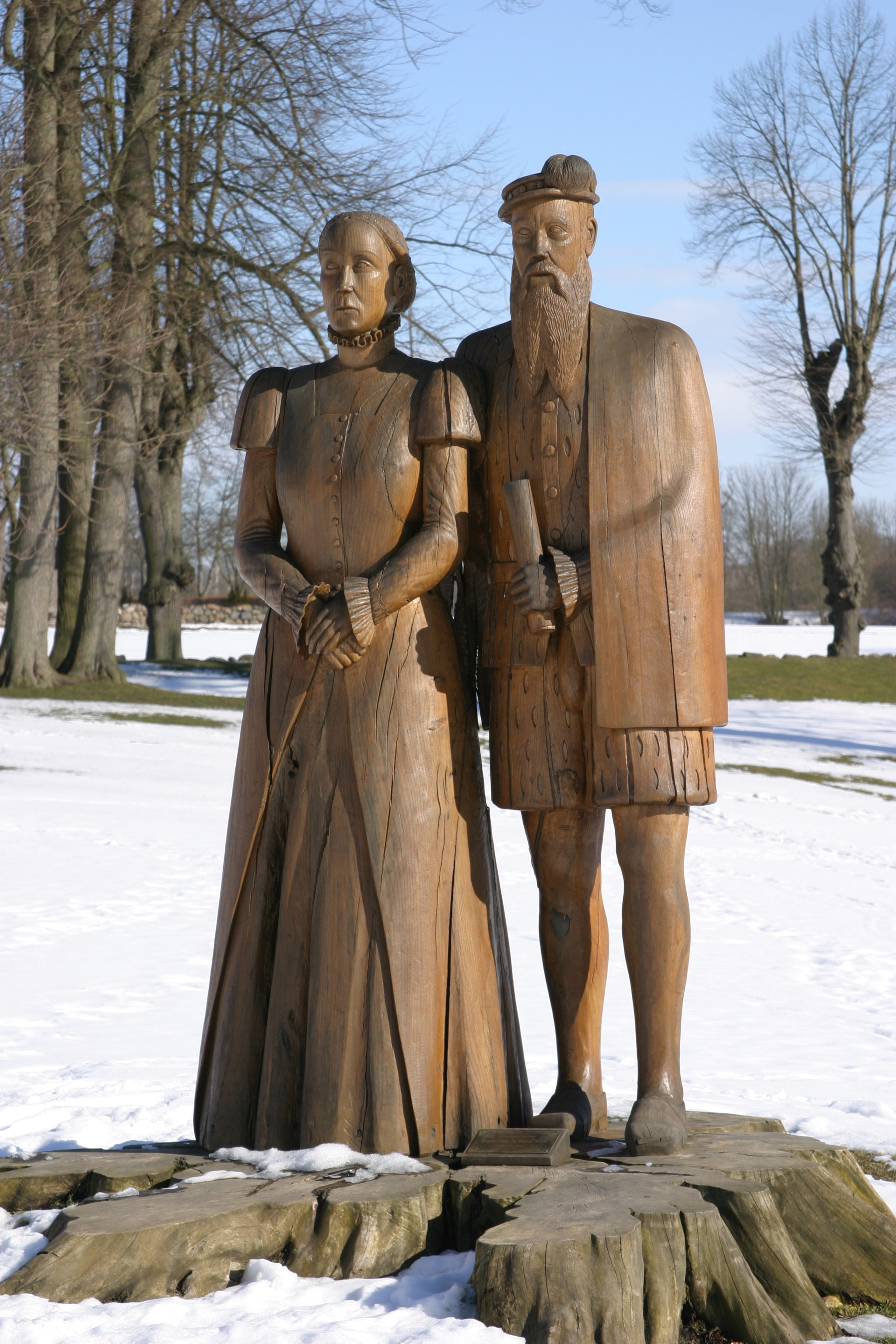
Estatua de Herluf Trolle y Birgitte Gøye cerca de Herlufsholm

## Herlufsholm
En 1544, Herluf Trolle se casó con Birgitte Gøye. En 1565 fundaron Herlufsholm como internado para «hijos de nobles y otros hombres honrados». Estaba situado en el emplazamiento de un antiguo monasterio benedictino del siglo XII. Herluf Trolle murió en 1565 y su esposa, Birgitte Gøye, en 1574. Ambos fueron enterrados juntos en Herlufsholm, en una tumba realizada por el escultor flamenco Cornelis Floris de Vriendt (1514-1575).

## Legado
La calle Herluf Trolles Gade en Copenhague y Herluf Trolle Land llevan su nombre.
En Herlufsholm se ha instalado una estatua en honor a Herluf Trolle y Birgitte Gøye.